# Erna von Ostau
Erna von Ostau, geb. van Delden (* 17. Mai 1903 in Gronau; † 6. April 1955 in Wiesbaden) war eine deutsche Schauspielerin und Autorin. Sie entstammte einer deutsch-niederländischen Fabrikantenfamilie.

## Weg zur Bühne
Nach ihrer Schulausbildung in Gronau (Westfalen) und Amsterdam und einer Bildungsreise nach New York nahm Erna van Delden Anfang der 1920er Jahre zunächst Unterricht in Sprachtechnik und Vortragskunst in Weimar. Sie gehörte zur Pioniergeneration der Freilichttheaterbewegung nach dem Ersten Weltkrieg. An der neu gegründeten Freilichtbühne in Bad Bentheim spielte sie ab 1925, z. T. unter der Regie von Hermann Griebel (1892–1932), wichtige Rollen (u. a. in Kleists Hermannsschlacht, Schillers Tell, Lienhards Wieland der Schmied, Wildenbruchs Rabensteinerin, Hebbels Nibelungen). In den frühen Postkartenserien der Freilichtspiele war sie ein beliebtes Motiv.
Für ihre effektvollen Auftritte hoch zu Ross nahm sie in Hannover Reitunterricht. Ihre eigentliche Ausbildung erfolgte jedoch an Max Reinhardts Schauspielschule des Deutschen Theaters (Berlin). Außerdem bot das Bergtheater Thale Erna van Delden und ihren Kommilitonen, z. B. O. E. Hasse (1903–1978), die große Chance, unter Erich Pabst (1890–1955), einem Dozenten der Reinhardt-Schule, Erfahrungen zu sammeln und gleichzeitig einer größeren Öffentlichkeit bekannt zu werden (u. a. in Tiecks Ritter Blaubart, Sommersaison 1928).

## Erzwungener Rückzug ins Private
Mit ihrer Hochzeit mit Joachim von Ostau (1929) griffen die bürgerlich-patriarchalischen Normen ihrer Fabrikantenfamilie und zwangen sie zur Aufgabe ihrer eigenständigen Berufstätigkeit. Erna von Ostau, geb. van Delden unterstützte in den Folgejahren ihren Ehemann bei der Leitung seiner Theater und pflegte von Berlin aus vielseitige Kontakte, u. a. zu Gerhart Hauptmann. Für den Umbau und die finanzielle Absicherung des Neuen Theaters am Zoo sorgte zunächst Erna von Ostaus Vater, der Textilfabrikant Dr. Hendrik van Delden, doch die Weltwirtschaftskrise und ein gescheitertes Operettenprojekt beendeten den Traum vom Privattheater. Nach ihrer ökonomisch bedingten Rückkehr nach Gronau (1931) stand Erna von Ostau im Zentrum des regionalen deutsch-niederländischen Kulturlebens und übernahm Rollen in privaten Club- und öffentlichen Operettenvorstellungen (etwa in Fodors Juwelenraub am Kurfürstendamm und Gilberts Schlageroperette Uschi).

## Feuilletonistin und Lyrikerin
Ab Mitte der 1930er Jahre gewann in ihrem Leben das Schreiben eine größere Bedeutung als die Schauspielerei. Neben modernen, großstädtischen Feuilletons entstanden zahlreiche Gedichte. Ihre Wandervogel-Prägung und regionale Verwurzelung spiegeln sich zudem in ihren plattdeutschen Werken, in denen sie die Venn- und Moorlandschaften, aber auch die Kleine-Leute-Welt ihrer Gronauer Umgebung zur Sprache bringt.

## Forschungsaufgaben
Über ihre in Zeitungen publizierten Texte hinaus haben sich ein Privatdruck ihrer Gedichte und ein umfangreiches Tagebuch erhalten. Die Herausgabe einer Gesamtausgabe sowie die Erforschung ihrer Rolle in der Freilichttheaterbewegung bzw. in der Stadtkultur Gronaus stehen noch aus.